# Clément Turpin

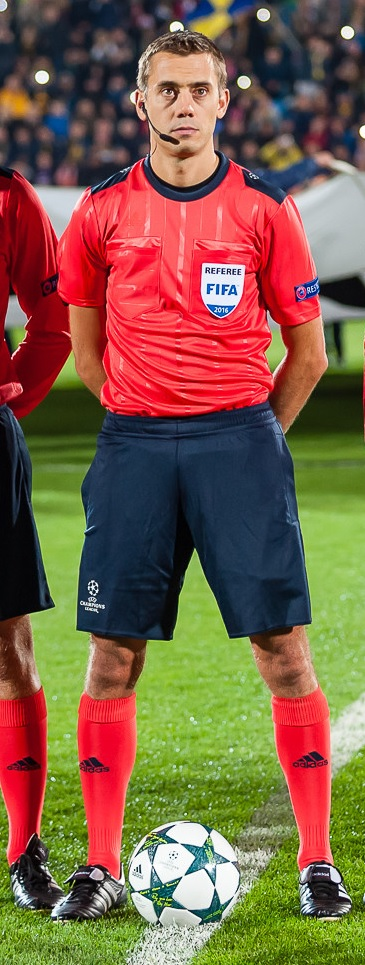
Clément Turpin (2016)

Clément Turpin (* 16. Mai 1982 in Oullins) ist ein französischer Fußballschiedsrichter. Er lebt in Montceau-les-Mines und ist seit seiner Jugend Mitglied des dortigen FC Montceau.

## Karriere
Turpin, der sich als Jugendlicher in unterschiedlichen Sportarten versucht hatte, hat selbst nie sonderlich erfolgreich Fußball gespielt. Zur Schiedsrichterei kam er schon früh, zeigte dabei großes Talent und wurde vom burgundischen Regionalverband der Fédération Française de Football (FFF) intensiv gefördert, so dass er nahezu jährlich eine Leistungsklasse höher aufstieg. Seit 2006 in der dritten Liga eingesetzt, leitete er ab 2007 bereits Punktspiele der Profiliga, zunächst in der Ligue 2 und ab dem zweiten Spieltag der Saison 2008/09 in der Ligue 1; seine erste Begegnung in der höchsten Spielklasse war das Aufeinandertreffen zwischen SM Caen und dem FC Valenciennes. Ende 2009 meldete der Verband Clément Turpin bei der FIFA als einen der französischen Referees für internationale Begegnungen; in der Saison 2010/11 pfiff er seine ersten beiden Spiele in der UEFA Europa League, war 2010 auch bereits bei Qualifikationsspielen der U-17-Europameisterschaft zum Einsatz gekommen.
Bis zum Ende der Saison 2010/11 hatte er in Frankreich insgesamt 46 Erst-, 33 Zweit- und 26 Drittligaspiele sowie sechs Begegnungen im Liga- und acht im Landespokal geleitet. Im letztgenannten Wettbewerb wurde Clément Turpin im Mai 2011, zwei Tage vor seinem 29. Geburtstag, mit der Leitung des Endspiels zwischen dem OSC Lille und Paris Saint-Germain betraut, laut dem zuständigen Verbandsobmann Marc Batta als Anerkennung seiner Saisonleistungen. Auch hierbei war Turpin der jüngste Schiedsrichter und der erste Unter-Dreißigjährige, der je ein Finale in der langen Geschichte des Wettbewerbs leiten durfte. 2016 leitete Turpin zum zweiten Mal ein französisches Pokalfinale, in dem diesmal Paris Saint-Germain und Olympique Marseille aufeinandertrafen.
2010, 2011, 2014 und erneut 2015 wurde er von France Football als „Französischer Schiedsrichter des Jahres“ ausgezeichnet. Beim „Korsika-Derby“ Anfang März 2013 stellte Turpin in den letzten zehn Spielminuten fünf Spieler vom Platz (zwei des Gastgebers SC Bastia und drei vom AC Ajaccio) – ein neuer französischer Negativrekord im 21. Jahrhundert. Der Ligaverband hat ihn 2013 und 2014 jeweils mit der Leitung des sogenannten „Classique“ zwischen Olympique Marseille und Paris Saint-Germain beauftragt. 2014 leitete er das in Peking ausgetragene Spiel um die Trophée des Champions.
Turpin, der auch von einer konsequenten Verjüngungspolitik durch den Schiedsrichterausschuss (DTA) der FFF profitierte, gilt als sehr „entscheidungs- und straffreudig“; so hat er in der Saison 2012/13 bei 21 Einsätzen insgesamt 84 gelbe und 15 rote Karten verteilt. Im Januar 2015 rückt er für den aus Altersgründen ausscheidenden Stéphane Lannoy in die oberste Kategorie („Elite“) der FIFA-Liste nach; als persönlichen Coach teilte der Verband ihm dabei den italienischen Ex-Referee Roberto Rosetti zu. Im Juni dieses Jahres amtierte er bei der Endrunde der U-21-EM in der Tschechischen Republik. Bei der 2016 in Frankreich ausgetragenen Männer-Europameisterschaft ist er der einzige französische und zugleich wiederum der jüngste Spielleiter. Bis unmittelbar vor deren Beginn hatte er acht Partien in der Champions League und zwanzig in der Europa League gepfiffen. Auch auf internationaler Ebene blieb er seiner Linie treu und sprach bei sechs Einsätzen im europäischen Meisterwettbewerb 2015/16 insgesamt 29 Verwarnungen aus.
Bei der EM wurde Turpin zunächst im Gruppenspiel zwischen Österreich und Ungarn eingesetzt; in diesem Nachbarduell zeigte er drei gelbe Karten, wovon eine die gelb-rote für Aleksandar Dragović war. Die UEFA setzte ihn und sein Gespann danach auch für das entscheidende dritte Spiel der Gruppe C zwischen Deutschland und Nordirland an, in dem er ohne persönliche Strafen auskam. Nachdem er in Achtel- und Viertelfinale keine Berücksichtigung gefunden hatte, war das Turnier für ihn vorzeitig beendet, weil die französische Elf unter den letzten vier Mannschaften stand.
Weiterhin amtierte er bei den Olympischen Sommerspielen 2016 in Rio de Janeiro als Schiedsrichter beim Fußballturnier. Ebenso wurde Turpin für die Weltmeisterschaft 2018 nominiert. In Russland, wo er auch wiederholt als Video-Assistent zum Einsatz kam, leitete er die Gruppenspiele zwischen Uruguay und Saudi-Arabien sowie der Schweiz und Costa Rica. Da die französische Nationalelf bis zum Schluss im Turnier verblieb, wurde er von der FIFA für die K.o.-Spiele nicht mehr berücksichtigt.
Als ein weiterer Höhepunkt seiner Karriere zählt das Finale in der Champions League 2021/22 zwischen Real Madrid und dem FC Liverpool im Stade de France. Damit war er der erste Franzose seit 1986 (seinerzeit Michel Vautrot), dem eine solche Aufgabe anvertraut wurde.
Er wurde mit der Leitung des Eröffnungsspiels der Europameisterschaft 2024 zwischen Deutschland und Schottland in der München Fußball Arena betraut.
Clément Turpin ist verheiratet und Vater dreier Kinder.

## Belege und Anmerkungen
1. 1 2  siehe den Artikel „Clément Turpin, Vorbild wider Willen“ (Memento vom 20. Mai 2011 im Internet Archive) vom 12. Mai 2011 auf der Seite der FFF
2. ↑  Turpins Datenblatt (Memento des Originals vom 3. Mai 2011 im Internet Archive)  Info: Der Archivlink wurde automatisch eingesetzt und noch nicht geprüft. Bitte prüfe Original- und Archivlink gemäß Anleitung und entferne dann diesen Hinweis. bei Foot National
3. ↑  siehe Turpins Datenblatt auf der Seite des Ligaverbands LFP und den Artikel „Clément Turpin, der Hochbegabte der Schiedsrichterei“ vom 14. August 2008 im Le Parisien
4. ↑  siehe die Übersicht auf der Seite der UEFA
5. ↑  nach Turpins Datenblatt bei footballdatabase.eu
6. ↑  nach dieser Meldung bei France Football
7. ↑  France Football vom 16. Dezember 2015, S. 21.
8. ↑  siehe die Spielberichte bei France Football (Memento vom 26. Oktober 2012 im Internet Archive) und L’Équipe
9. 1 2  Artikel „Clément Turpin – Bleu du sifflet“, in France Football vom 21. Juni 2016, S. 66.
10. ↑  France Football vom 4. November 2014, S. 13.
11. ↑  L’Équipe: „Clément Turpin steigt in die Schiedsrichterelite auf“ vom 21. Juli 2015 bei lequipe.fr
12. ↑  France Football vom 31. Mai 2016, S. 24.
13. ↑  dpa-Meldung „Gelbe Gefahr für DFB-Elf“, abgedruckt in shz: EM-Journal vom 20. Juni 2016, S. 19.
14. ↑  fifa.com: Referees – Olympic Football Tournament Men (Memento des Originals vom 8. Mai 2016 im Internet Archive)  Info: Der Archivlink wurde automatisch eingesetzt und noch nicht geprüft. Bitte prüfe Original- und Archivlink gemäß Anleitung und entferne dann diesen Hinweis. vom 2. Mai 2016.
15. ↑  Wunderkind mit Karten-Faible vom 27. Mai 2022 bei kicker.de
16. ↑  Franzose Turpin leitet das Eröffnungsspiel. Abgerufen am 13. Juni 2024 (deutsch).

| Personendaten    | Personendaten                       |
| ---------------- | ----------------------------------- |
| NAME             | Turpin, Clément                     |
| KURZBESCHREIBUNG | französischer Fußballschiedsrichter |
| GEBURTSDATUM     | 16. Mai 1982                        |
| GEBURTSORT       | Oullins                             |